# Wakefield (Massachusetts)
Wakefield é uma vila localizada no condado de Middlesex no estado estadounidense de Massachusetts. No Censo de 2010 tinha uma população de 24.932 habitantes e uma densidade populacional de 1.209,94 pessoas por km².

## Geografia
Wakefield encontra-se localizado nas coordenadas 42° 30′ 16″ N, 71° 03′ 51″ O. Segundo o Departamento do Censo dos Estados Unidos, Wakefield tem uma superfície total de 20.61 km², da qual 19.05 km² correspondem a terra firme e (7.54%) 1.55 km² é água.

## Demografia
Segundo o censo de 2010, tinha 24.932 pessoas residindo em Wakefield. A densidade populacional era de 1.209,94 hab./km². Dos 24.932 habitantes, Wakefield estava composto pelo 94.55% brancos, o 0.92% eram afroamericanos, o 0.12% eram amerindios, o 2.65% eram asiáticos, o 0% eram insulares do Pacífico, o 0.6% eram de outras raças e o 1.16% pertenciam a duas ou mais raças. Do total da população o 2.31% eram hispanos ou latinos de qualquer raça.